# Чосон
Чосон (кор. 조선, в романизации Joseon, Choson, Chosun) — корейское государство, существовавшее с 1392 до 1897 года. В этот период страной правила династия Ли. Официальное название — Государство Великий Чосон (대조선국 Тэджосон-гук), название с 1897 до 1910 года — Корейская империя (대한제국 Тэхан чегук).
Официально была основана Ли Сонге (королём Тхэджо), воеводой, известным своей борьбой против японских пиратов, совершавших набеги на полуостров. Позднее генерал Ли низложил нескольких последних королей династии Корё.

## История

### Ранняя история
В начале правления династии столицей страны стал Сеул (тогда известный как Ханян, позже — Хансон). В 1394 году началось строительство императорского дворца Кёнбоккун.
Тхэджо попросил китайского императора выбрать имя для его страны из двух представленных им вариантов — Хварён (по месту происхождения его семьи в северо-восточной Корее) и Чосон (по основанному легендарным прародителем Тангуном Древнему Чосону). Китайское правительство остановило свой выбор на втором варианте (ибо Древний Чосон упоминался в китайских источниках), и с этого момента Чосон (утренняя свежесть) стало официальным названием. Также столицей государства стал Сеул.
В начале правления династии обострились отношения буддистских монастырей с чиновниками-конфуцианцами, особенно в отношении владения землёй. Правительство сделало выбор в пользу конфуцианства, которое стало государственной идеологией. В 1443 году королём Седжоном был принят уникальный корейский алфавит хангыль, разработанный в том числе Сином Сукчу. До этого в Корее использовалась только основанная на китайских иероглифах письменность ханча.

### Седжон Великий
В августе 1418 года, после отречения Тхэджона двумя месяцами ранее, на трон взошёл Седжон. В мае 1419 года Седжон, по совету и под руководством своего отца Тхэджона, отправился в Восточную экспедицию (в год Земляной Свиньи), чтобы устранить неприятности вокоу (прибрежных пиратов), которые действовали с острова Цусима.
В сентябре 1419 года даймё Цусимы Садамори капитулировал перед двором Чосон. В 1443 году был подписан Гехэский договор, по которому даймё Цусимы получил право вести торговлю с Кореей на пятидесяти кораблях в год в обмен на отправку дани в Корею и помощь в пресечении любых набегов прибрежных пиратов вокоу на корейские порты.
На северной границе Седжон установил четыре крепости и шесть постов (кор. 사군육진, 四郡六鎭), чтобы защитить свой народ от чжурчжэней, которые позже стали маньчжурами, живущими в Маньчжурии. В 1433 году Седжон послал Ким Ченсо, правительственного чиновника, на север, чтобы отбиться от чжурчжэней. Военная кампания Кима захватила несколько замков, продвинулась на север и восстановила корейскую территорию, примерно нынешнюю границу между Северной Кореей и Китаем.
Во время правления Седжона Корея добилась успехов в естественных науках, в сельском хозяйстве, в литературе, в традиционной китайской медицине и в инженерии. Благодаря такому успеху Седжон получил титул «Седжон Великий». Наиболее известным вкладом короля Седжона является создание хангыля, корейского алфавита, в 1443 году; повседневное использование ханча в письменной форме в конечном итоге было превзойдено хангылем во второй половине XX века.

## Ранние японские вторжения

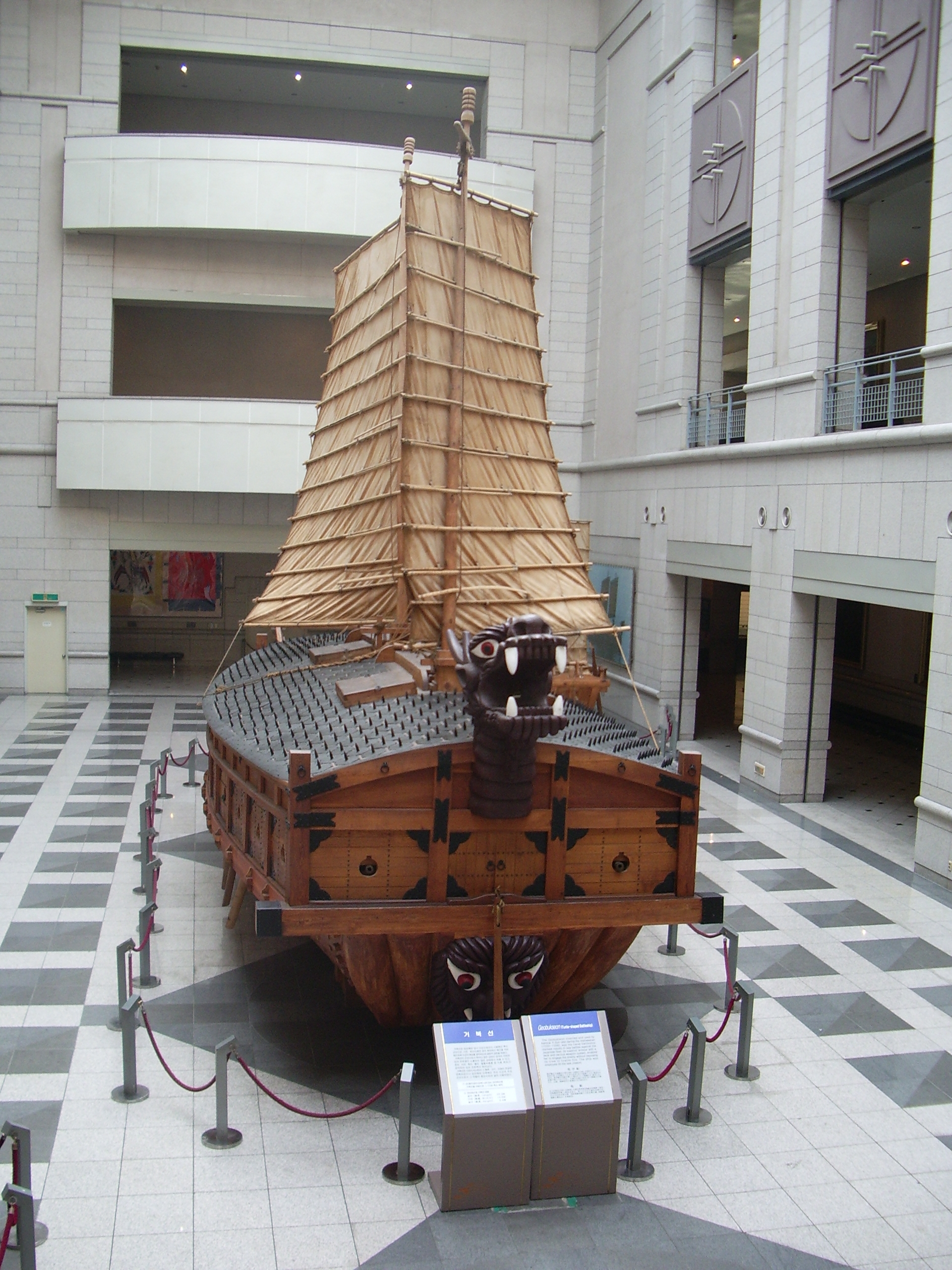
Корабль-черепаха, первый в мире военный корабль с металлической бронёй

В истории Кореи были частые набеги Японии на страну с моря. Большую часть пиратов-вако в Японском море составляли самураи, объединённые в бригады.
Однако в 1592 году японский правитель (тайко) Тоётоми Хидэёси, задавшись целью покорить Китай и Корею с помощью полученных у португальцев ружей, совершил вторжение в Корею при поддержке даймё и их войск. Эта война получила название Имдинская война, или Семилетняя война (1592—1598 гг.). Дворцовые интриги, провалы в дипломатии и отставание в вооружениях предопределили плохую подготовленность королевства Чосон к войне. Эффект внезапного нападения и европейское вооружение — фитильные аркебузы — позволили японцам за несколько дней захватить всю южную часть полуострова, а также Пхеньян и Хансон (современный Сеул).
Местное сопротивление, однако, создало проблемы японскому продвижению в глубь страны, а морские победы адмирала Ли Сунсина оставили контроль над побережьем в руках Кореи. Кроме того, в 1593 году минский Китай вошёл в Корею с запада, оттеснив как корейские, так и японские войска. В течение войны в Корее были разработаны новые виды пороха, а также активно применялись первые в мире гребные корабли с металлической бронёй, вооружённые пушками — корабли-черепахи, или кобуксоны (первые сведения о которых относятся к 1413 году). Китайско-корейская коалиция разгромила японцев, однако победа далась Корее дорогой ценой — экономика страны находилась в упадке, значительная часть трудоспособного населения погибла или была уведена в Японию. Японцы также увезли с собой много исторических и культурных ценностей. Долгая война уменьшила земельный фонд сельского хозяйства с 1708 тысяч кёль до 541 тысяч кёль. Кроме того, японские войска изувечили около 20000 корейцев, отрезав им уши. По легенде, из этих ушей был сложен холм Мимидзука в Киото. Отношения между двумя странами наладились только через 10 лет, когда в 1607 году в Японию отправилась дипломатическая миссия.

## Дальнейшее развитие
После этих событий корейское государство стало проводить политику изоляционизма. Граница с Китаем, где воцарилась новая династия Цин, была старательно укреплена. Несмотря на это, существовали торговые связи с Монголией, Северной Азией, Китаем и Японией.
В XVII веке Корея страдала от набегов маньчжуров — первое вторжение случилось в 1627 году, а второе — в 1636—1637 гг. В результате Корея стала цинским данником.
После японского вторжения Корейский полуостров был опустошён. Тем временем Нурхаци (1583—1626 гг.), вождь Цзяньчжоуских чжурчжэней, объединил чжурчжэньские племена Маньчжурии в сильную коалицию, которую его сын Хун Тайчжи (1626—1643 гг.) в конечном итоге переименовал в «маньчжуров». После того, как он объявил манифест Семь больших обид против Минского Китая в 1618 году, Нурхаци и Мин вступили в несколько военных конфликтов. В таких случаях Нурхаци требовал помощи от Кванхэ-гуна (1608—1623 гг.), что ставило корейское государство в затруднительное положение, поскольку двор династии Мин также обращался за помощью. Кванхэ-гун пытался сохранить нейтралитет, но большинство его чиновников выступали против него за то, что он не поддержал Минский Китай, который спас Чосон во время вторжений Хидэёси.
В 1623 году Кванхэ-гун был свергнут и заменён Инджо (1623—1649), который изгнал сторонников Кванхэ-гуна. Изменив внешнюю политику своего предшественника, новый король решил открыто поддержать династию Мин, но в 1624 году вспыхнуло восстание во главе с военачальником И Гвалем, которое разрушило военную оборону Чосон на севере. Даже после того, как восстание было подавлено, король Инджо был вынужден выделить военные силы для обеспечения стабильности столицы, оставив меньше солдат для защиты северных границ.
В 1627 году чжурчжэньская армия численностью 30 000 человек во главе с племянником Нурхаци Амином прорвала оборону Чосон. После быстрой кампании, которая была поддержана северными янбанами, поддержавшими Кванхэ-гуна, чжурчжэни заключили договор, который вынудил Чосон принять «братские отношения» с государством чжурчжэней. Поскольку Инджо упорно продолжал свою антиманьчжурскую политику, цинский император Хун Тайджи в 1636 году отправил в Чосон карательную экспедицию численностью 120 000 человек. Потерпев поражение, король Инджо был вынужден прекратить свои отношения с империей Мин и вместо этого признать Цин сюзереном. Преемник Инджо Хёджон (1649—1659 гг.) пытался создать армию, чтобы держать своих врагов подальше и победить Цин для мести, но никогда не мог действовать по своим планам.
Несмотря на восстановление экономических отношений путём официального вступления в имперскую китайскую данническую систему, чосонские лидеры и интеллектуалы по-прежнему негодовали на маньчжуров, которых они считали варварами. Долгое время после подчинения цинскому двору Чосон и многие корейские интеллектуалы продолжали использовать периоды правления Мин, например, когда учёный отметил 1861 год как «234-й год Чунчжэня».

## Падение династии
Когда в 1863 году ван Чхольджон скончался, не оставив наследника, вдовствующая королева предложила возвести на трон дальнего родственника Чхольджона — Ли Мёнбока, впоследствии получившего храмовое имя Коджон. Поскольку новый ван был несовершеннолетним, регентом при нём стал его отец — Ли Хаын, вошедший в историю под своим титулом тэвонгун (великий принц, принц-регент). Тэвонгун в целом стремился проводить политику закрытия Кореи. Под его руководством были осуществлены репрессии в отношении корейских христиан.
Во второй половине XIX века прозападные реформы в Корее, по образцу Японии (получившей после Реставрации Мэйдзи западные военные технологии), пытался инициировать влиятельный чиновник Пак Кю Су, однако они проводились крайне медленно и после его смерти остановились.
Несмотря на посылку достаточно значительных сил — семи французских военных кораблей (в 1866 г.), и пяти военных кораблей и экспедиционного корпуса США (в 1871 г.), этим державам тогда так и не удалось навязать корейским властям неравноправные торговые договоры.
В 1873 году Ли Хаын был отстранен от власти королевой Мин, супругой Коджона.
В 1875 году Япония решила попробовать заставить Корею открыться внешнему миру. После того, как японский флот подошёл к острову Канхвадо, корейская артиллерия открыла огонь. В ходе стычки двое японцев получили лёгкие ранения, 35 корейцев погибло и 16 были взяты в плен. Японцы восприняли это сражение как повод заключить с Кореей неравноправный договор, по образцу тех, которые были ранее заключены западными странами с самой Японией.
15 января 1876 года японский флот под командованием Куроды Киётаки прибыл к берегам Кореи. 26 февраля того же года между Японией и Кореей был подписан Канхванский мирный договор, по которому японские суда получили право свободного плавания в территориальных водах Кореи, и, в перспективе, открывал два дополнительных порта (помимо Пусана) для торговли с японцами. Японцы получали право передвигаться в глубь Кореи на расстояние 10 ли от побережья. Вскоре аналогичные договоры были подписаны Кореей с США, Италией, Россией, Германией и Францией.
В 1882 году Ли Хаын на короткое время вернулся к власти после так называемого Инцидента в Имо. Но вскоре он был вывезен в Китай, и королева Мин вернула себе власть.
Начавшееся в 1893—1894 гг. революционное движение, во главе которого стояли представители движения тонхак, заставило короля обратиться за помощью к Китаю. Китайское правительство послало свои войска в Корею, на что Япония ответила посылкой своих.

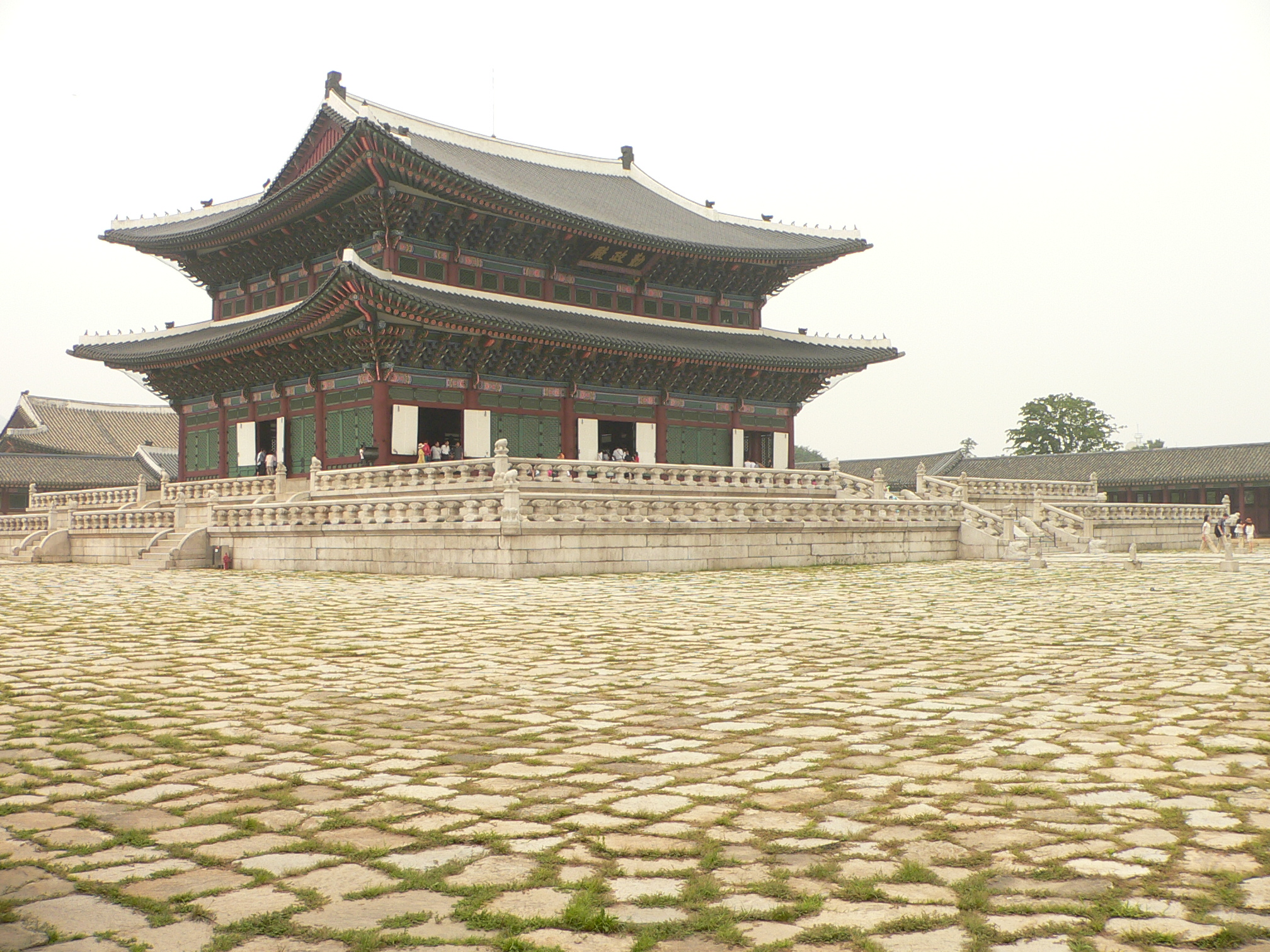
Тронный зал Чосон

В итоге трения, наметившиеся на протяжении XIX века между Китаем и Японией, вылились в Японо-китайскую войну (1894—1895 гг.). Корея в ней официально участие не принимала, но она велась из-за Кореи, и большая часть боевых действий проходила на её территории. Поражение Китая в 1895 году привело к подписанию договора в Симоносеки, который официально гарантировал Корее независимость от Китая, что привело к значительному усилению влияния Японии в Корее.
После войны Корея попала фактически под протекторат Японии. Король управлял отныне под строжайшим контролем Японии. В 1895 году японцы убили королеву Мин. Скандал был настолько широким, что в Японии над убийцами был устроен показательный процесс, однако все они были признаны невиновными.
В 1894 году король Коджон объявил о создании «Великой империи Хан» (대한제국, 大韓帝國) и провозгласил себя императором для того, чтобы подчеркнуть независимость Кореи и поставить себя на тот же уровень, что и император Китая и Японии. Это событие считается концом эпохи Чосон. 11 февраля 1896 года ван Коджон бежал из дворца и укрылся в российском посольстве в Сеуле, где прожил целый год. Только в марте 1897 года он вернулся в свой дворец, после чего, объявив о начале новой эпохи Кванму (кор. 광무?, 光武?), принял титул императора, на деле не обладая практически никакой властью.
Японская аннексия положила конец трёхлетнему правлению его сына императора Сунджона и 519-летнему владычеству династии Ли.

## Общество
Точные цифры численности населения Кореи эпохи Чосон оспариваются, так как государственные записи домашних хозяйств считаются ненадёжными в этот период. Между 1810 и 1850 годами численность населения сократилась примерно на 10 % и оставалась стабильной. До введения современной медицины правительством Корейской империи в начале XX века средняя продолжительность жизни корейских крестьян и простолюдинов составляла 24 года, а женщин — 26 лет.
Чосонская Корея установила централизованную административную систему, контролируемую гражданскими чиновниками и военными офицерами, которые в совокупности назывались янбанами. К концу XVIII века янбан приобрел большинство черт наследственного дворянства, за исключением того, что этот статус был основан на уникальном сочетании семейного положения, экзаменов гваго для конфуцианского обучения и системы государственной службы. Семья янбаня, которому не удавалось стать государственным чиновником в третьем поколении, теряла свой статус и становилась простолюдинами. По большей части единственным способом стать правительственным чиновником было сдать ряд экзаменов гваго (нужно было сдать экзамен «меньший гваго» (소과) в двух этапах, чтобы получить право на большой гваго, который снова нужно было сдать в двух этапах, чтобы стать правительственным чиновником). Янбаны и король, находясь в непростом равновесии, контролировали центральное правительство и военные учреждения. К 1800 году доля янбанов достигла уже 30 %, что было обусловлено более поздними практиками передачи статуса янбанов крестьянам, хотя и существовали значительные местные различия. Поскольку правительство было небольшим, очень многие янбаны были местными дворянами с высоким социальным статусом, но не всегда с высоким доходом.

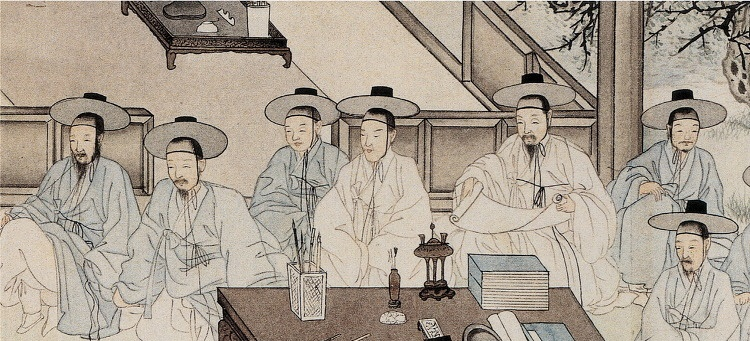
Картина эпохи Чосон, которая представляет собой Чунгин (буквально «средний народ»), эквивалентный мелкой буржуазии

Другую часть населения составляли свободные простолюдины: крестьяне, мелкие купцы и ремесленники (янъин, саннин), составлявшие большинство крестьянского населения, несли воинскую повинность, являлись лично свободными, имели наделы на государственной земле и поэтому платили налоги и подати государству; рабы или крепостные (нухи, ноби), «подлые люди» (сэммин, чхонмин) или неприкасаемые изгнанники (бэкджон). Рабство в Корее было наследственным, а также формой законного наказания. Нухи были социально неотличимы от свободных людей, янбанов — кроме правящего класса, и некоторые из них обладали правами собственности, юридическими лицами и гражданскими правами. Поэтому некоторые ученые утверждают, что неуместно называть их «рабами», в то время как некоторые ученые описывают их как крепостных. Существовали как государственные, так и частные нухи, и правительство иногда отдавало их янбанам. Частные нухи могли покупаться и продаваться, а также передаваться по наследству как личная собственность. Во время неурожаев многие санмины добровольно становились нухи, чтобы выжить. Число нухи могло колебаться примерно до одной трети населения, но в среднем нухи составляли около 10 % от общей численности населения. Нухи могли владеть собственностью (например, участками земли) и часто это делали, но некоторые нухи могли быть прислугой своего хозяина. К нухи также относились сапожники, мясники, кожевники, занимавшиеся обработкой шкур животных, и кисэн.
Землю феодалов также обрабатывали и бывшие государственные крестьяне, потерявшие свой надел на государственной земле, их положение мало отличалось от положения крепостных. Земельная рента, уплачиваемая государству: отдельным государственным учреждениям или частным лицам, получившим право её сбора на государственных землях — по закону определялась в размере 1/10 части урожая, но де-факто даже на государственных землях крестьяне (с учётом дополнительных поборов) отдавали до 30 %, а на частновладельческих землях, где эксплуатация крестьян не ограничивалась никакими законами, — и до 50 %—70 % урожая. В результате укрупнение частного землевладения в XVI в. вызвало разорение всё большей части государственных крестьян, которые, лишившись своих наделов, они либо убегали в горы и начинали обрабатывать пустующие горные склоны, либо превращались в арендаторов исполу, которые попадали в кабальную зависимость от феодалов.
Большинство из оставшихся 40 %-50 % населения, несомненно, были крестьянами, но недавние работы подняли важные вопросы о численности других групп: купцов и торговцев, местных правительственных или квазигосударственных чиновников (Чунгин), ремесленников и рабочих, текстильщиков и т. д. Учитывая численность населения, вполне возможно, что типичный человек играл более чем одну роль. Большинство фермерских хозяйств было, во всяком случае, коммерческим, а не натуральным хозяйством. В дополнение к получению дополнительного дохода, возможно, требовалось определённое количество профессиональной ловкости, чтобы избежать худших последствий часто тяжёлой и коррумпированной налоговой системы.
Во времена позднего Чосона конфуцианские идеалы благопристойности и «сыновней почтительности» постепенно стали приравниваться к строгому соблюдению сложной социальной иерархии, со множеством тонких градаций. К началу XVIII века социальный критик Ли Чжунхвань (1690—1756 гг.) саркастически жаловался, что «несмотря на столь большое количество различных рангов и рангов, отделяющих людей друг от друга, люди, как правило, не имеют очень большого круга друзей». Но, как писал Ли, неформальные социальные различия раннего Чосона были усилены правовой дискриминацией, такой как роскошное право, регулирующее одежду различных социальных групп, и законы, ограничивающие наследование и владение собственностью женщинами.

## Наука и культура

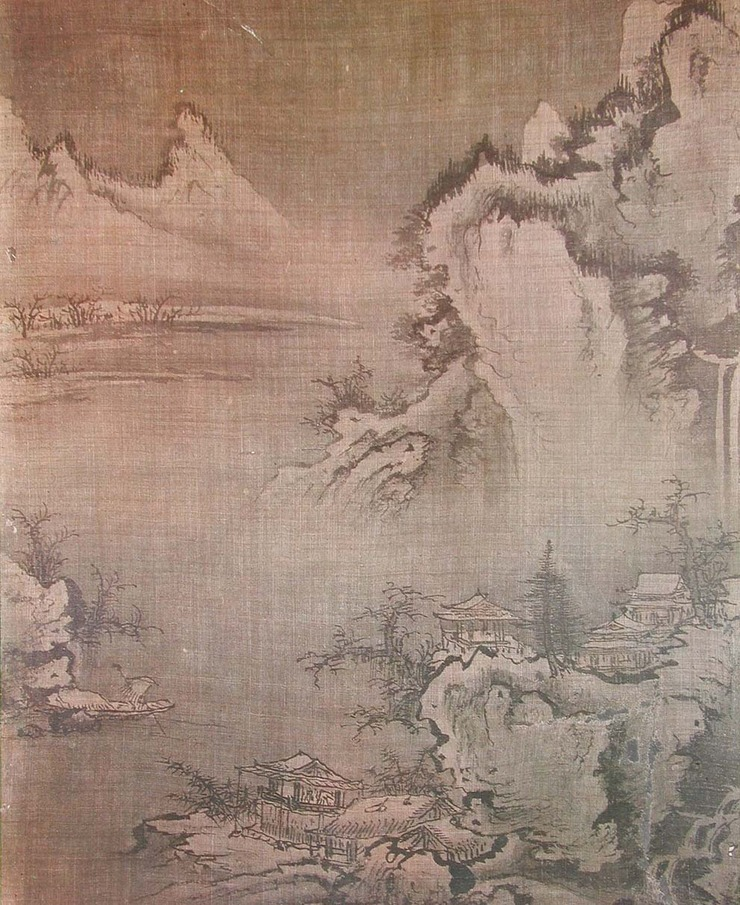
Картина художника Ан Гёна, XV в.

Во время династии Чосон была установлена административная система, базировавшаяся на привлечении в политику янбанов, работавших советниками при королевском дворе и поставленных на высшие посты в армии. Буддизм начал медленно сдавать свои позиции в угоду конфуцианству.
Корея прошла через два периода расцвета культуры, во время которых были созданы корейская чайная церемония, корейские сады и написаны обширные энциклопедии. Королевская династия также построила несколько крепостей, портов и дворцов[каких?].
Начиная с X века в Корее производился белый фарфор. Исторически затмеваемый популярностью селадона, белый фарфор получил признание только в XV и XVI веках. Среди самой ценной корейской керамики-большие белые кувшины. Их форма символизирует Луну, а цвет ассоциируется с идеалами чистоты и скромности конфуцианства. В этот период ведомство, которое следило за трапезами и придворными банкетами королевской семьи, строго контролировало производство белого фарфора.

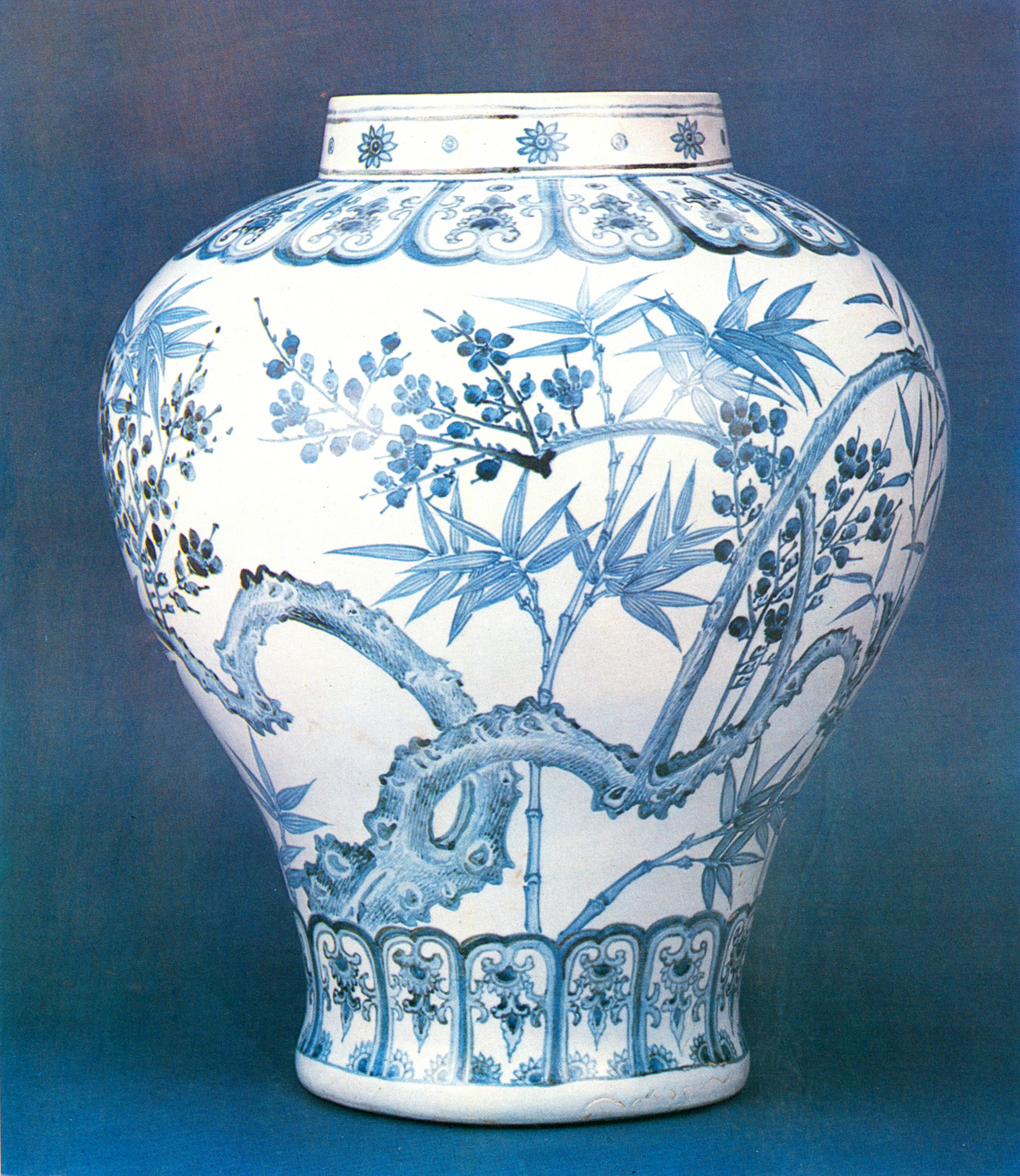
Синий и белый фарфоровый сосуд с дизайном сливы и бамбука, XV в.

Бело-голубая керамика, украшенная росписями, для которых использовался натуральный кобальтовый пигмент, была также популярна в период Чосон. Многие из этих предметов были созданы придворными художниками, нанятыми королевской семьёй. В этот период популярный стиль пейзажной живописи находит свое отражение в отделке керамики. Первоначально разработанный китайцами в печах Цзиндэчжэнь в середине XIV века, такой фарфор начал производиться в Корее. В 1463 году, когда собственные кобальтовые месторождения были открыты в Корее, художники обнаружили, что корейский кобальт был менее качественным и предпочли использовать более дорогой импортный кобальт. Корейский фарфор с импортным кобальтовым декором противоречил общему акценту на упорядоченную, бережливую и умеренную жизнь согласно неоконфуцианскому учению..
Фарфоровые изделия с медно-красной подглазурью являются наиболее сложными для успешного изготовления. Их обжиг требует большого мастерства и внимания. Хотя происхождение керамики с медно-красным подглазурным покрытием дискуссионно, она возникла в XII веке в Корее и стала популярной во второй половине периода Чосон. Некоторые эксперты считают, что место появления этой керамики был город Кванджу..
Кульминация корейской астрономии пришлась на период Чосон, когда такие люди, как Чан, создали такие устройства, как небесные глобусы, которые указывали положение Солнца, Луны и звезд. Более поздние небесные глобусы (Gyupyo, 규표) были настроены на сезонные колебания. Астроном Чилджонсан в 1442 году рассчитал движения семи небесных объектов (пяти видимых планет, Солнца и Луны). Эта работа позволила корейским астрономам рассчитывать все основные небесные явления, такие как солнечные затмения и движения других звёзд. Honcheonsigye — это астрономические часы, созданные Сун И-Ёном в 1669 году. Часы имеют армиллярную сферу диаметром 40 см. Сфера приводится в действие работающим часовым механизмом, показывающим положение небесных объектов в любой момент времени.
При короле Мунджоне был разработан первый в мире плювиометр.

## Торговля
Во времена Корё Корея имела устойчивые торговые связи с арабами, японцами, китайцами и маньчжурами. Одним из самых преуспевающих международных портов был Пхённам. Основными предметами корейского экспорта были ткань, женьшень, шёлк и фарфор. Однако в эпоху Чосон экспорт сильно уменьшился ввиду растущей напряжённости в отношениях с Китаем и усиления буддистского влияния[прояснить].
Об отсутствии регулярного торгового мореплавания через Восточно-Китайское море между Кореей и коммерческими центрами Китая в низовьях Янцзы в конце XV века говорит тот факт, что когда в 1488 г, корейский корабль каботажного плавания занесло бурей в Чжэцзян, его экипажу и пассажирам, во главе которых оказался находившийся на судне корейский чиновник Чхве Пу (который и написал об этой истории) пришлось возвращаться на родину по внутренним водным путям и сухопутным дорогам Китая, через Пекин и Ляонин. Чосон также имело дипломатические связи с государством Рюкю.

## Династия сегодня

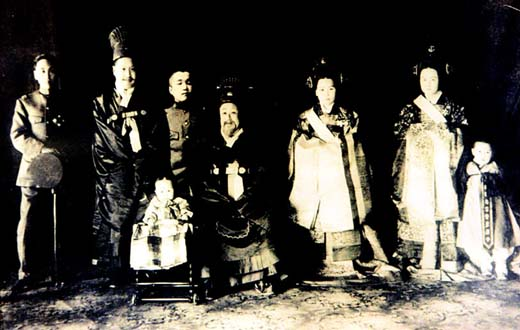
Императорская семья (император Коджон в центре)

После аннексии Кореи императорский дом переехал в Японию. Наследник трона Ли Ын женился на японской принцессе Масако Насимото. У них было два сына, Ли Чин и Ли Гу. У его старшего брата Ыя было двенадцать сыновей и девять дочерей от разных жён и наложниц.

## Императорская семья в XX веке

Флаг короля Чосона

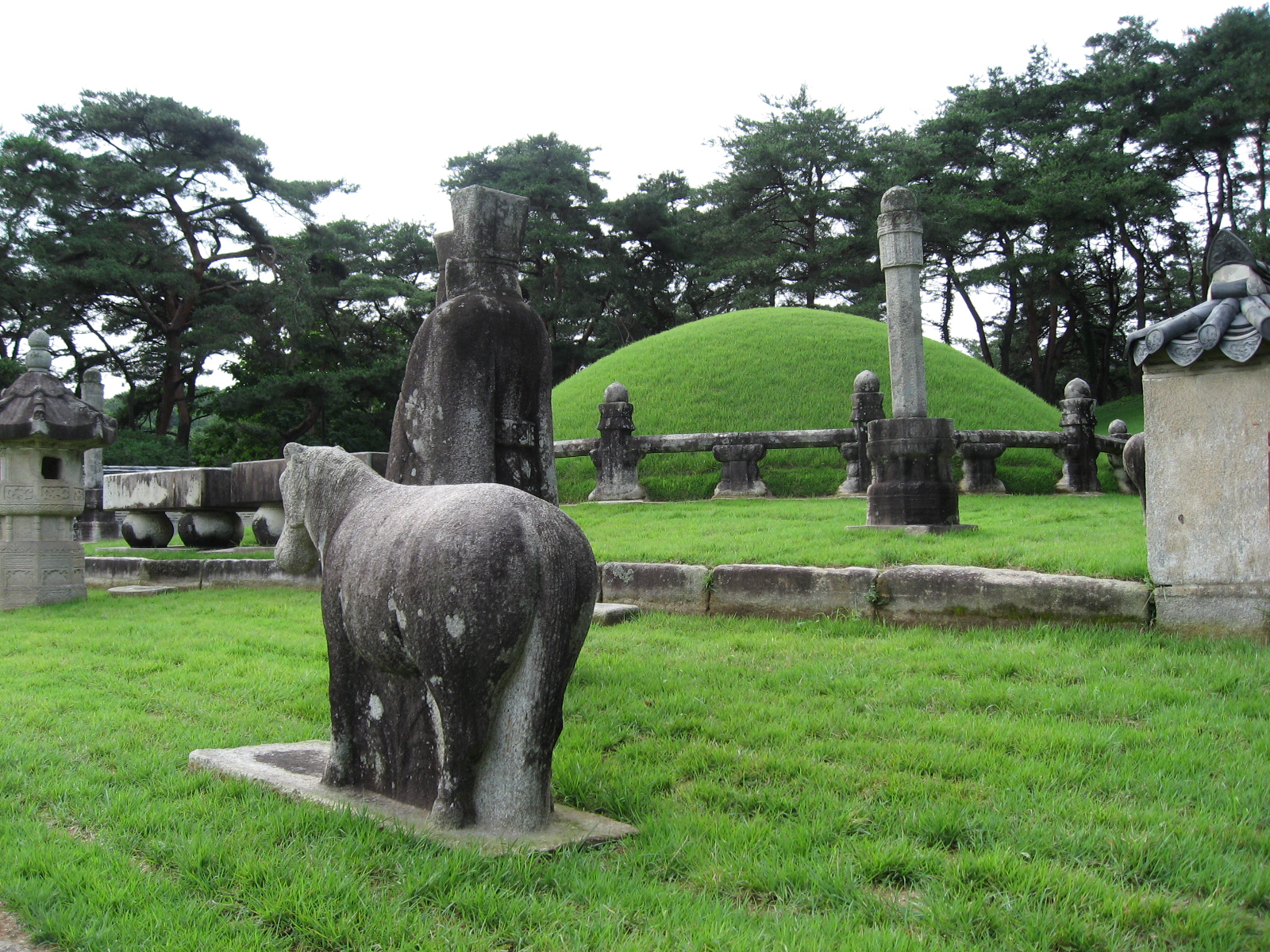
Гробницы королей Чосона, один из объектов Всемирного наследия Юнеско

- Император Коджон (1852—1919) — 26-й глава дома Чосон
  - Император Сунджон (принц Чхок) (1874—1926) — 27-й глава дома Чосон
  - Принц Кан (1877—1955)
    - Принц Кун (1909—1991)
    - Принц У (1912—1945)
      - Ли Чхун (1936-)

    - Принц Кап (1938—2014)
      - Йи Вон (1962-) — 30-й глава дома Чосон
        - 1-й сын (1998-)
        - 2-й сын (1999-)

      - Ли Чон

    - Принц Сок (1941-)
      - Ли Хон (1976-)
      - Ли Чин (1979-)
      - Ли Чон Хун (1980-)

  - Кронпринц Ыймин (1897—1970) — 28-й глава дома Чосон
    - Принц Чин (1921—1922)
    - Наследный принц Хо Ын (1931—2005) — 29-й глава дома Чосон

  - Принцесса Ток Хе (1912—1989)
    - Чон Хе (1932—1956)